# Partido di Mercedes
Il partido di Mercedes è un dipartimento (partido) dell'Argentina facente parte della provincia di Buenos Aires. Il capoluogo è Mercedes.